# 衡阳高新技术产业开发区
衡阳高新技术产业开发区位于湖南省衡阳市，是2012年8月经国务院批准升级为国家高新技术产业开发区的高新区，面积137.35平方公里。

## 历史沿革
- 1992年：经湖南省人民政府批准，成立衡阳高新技术产业开发区。
- 2012月8月：经国务院批准，衡阳高新技术产业开发区升级为国家高新技术产业开发区[2]。